# 伊芙琳·梅斯
伊芙琳·恩托科·梅斯（英語：Evelyn Ntoko Mase，1922年5月18日—2004年4月30日），婚後名為伊芙琳·拉基皮尔（英語：Evelyn Rakeepile），是名南非護士。她是反種族隔離活動家和纳尔逊·曼德拉在成為南非總統前的首任妻子，兩人婚期從1944年持續到1958年。
梅斯生於特蘭斯凱，小時候雙親去世成為孤兒。她搬去约翰内斯堡後受訓成為護士，且在當地相識並嫁給曼德拉。兩人住在索韦托，生育了4個兒女，其中滕貝基莱、玛加托·曼德拉和玛卡齐韦·曼德拉成功長大成人。梅斯做護士時受訓成為接生員。1950年代，她和曼德拉的關係產生縫隙。曼德拉將心力越來越放在參與非洲民族議會和反種族隔離運動，梅斯則避談政治並成為耶和華見證人。她還指控他與數位女性通姦並對自己實施家暴，前者在之後的傳記中得到證實，而曼德拉一直否認後者。他們於1956年分居，而她最初提出離婚時沒有走法律程序。1958年，由於曼德拉希望娶温妮·马迪基泽拉，所以與梅斯協議離婚。
梅斯帶著孩子搬去科菲姆法巴開了家雜貨店。她通常會避免在大眾面前出現，但在27年後的1990年曼德拉出獄時有與南非記者交涉。為了加深自己在耶和華見證人的參與度，她於1998年嫁給商人西蒙·拉基皮尔。2004年，她死於呼吸系统疾病。她的葬禮獲得國際媒體關注，而曼德拉、温妮·马迪基泽拉-曼德拉以及曼德拉第三任妻子格拉薩·馬謝爾均有出席。

## 早年生活
伊芙琳·梅斯生於特蘭斯凱。她的父親是礦工，而母親是第二任妻子，兩人育有6個兒女，其中3個早夭。梅斯父親在她小時候逝世，而母親接著在其12歲時去世，照顧弟妹的責任便落在哥哥薩姆·梅斯（Sam Mase）身上。薩姆是虔誠的基督教徒，他和舊同學沃尔特·西苏卢的感情深厚，再加上雙方母親是姐妹，所以兩人有表兄弟關係。1928年，西苏卢搬到约翰内斯堡索韦托區，並買下位於奧蘭多東部黑人居住區的房子。薩姆在當地與他見面时开始关心政治，并鼓勵西苏卢閱讀左派文學作品。
1939年，伊芙琳與他倆匯合。她為了滿足去世母親希望她進入護士行業的遺願，所以在希爾布羅的非歐洲背景醫院受訓成為護士，她在那裏與沃尔特女朋友艾伯蒂娜成為朋友，而艾伯蒂娜和沃尔特於1941年相遇，並於1944年結婚。梅斯在西苏卢於班圖人社區中心（Bantu Men's Social Centre）舉辦的婚宴上擔任伴娘。納爾遜·曼德拉在后来的自傳写道，西苏卢夫婦把梅斯看待成「（他們）最喜歡的女兒」。她在醫院與反種族隔離活動家A·P·姆達的妻子蘿絲瑪麗·姆達（Rosemary Mda）共事。

## 與曼德拉的婚姻和生活

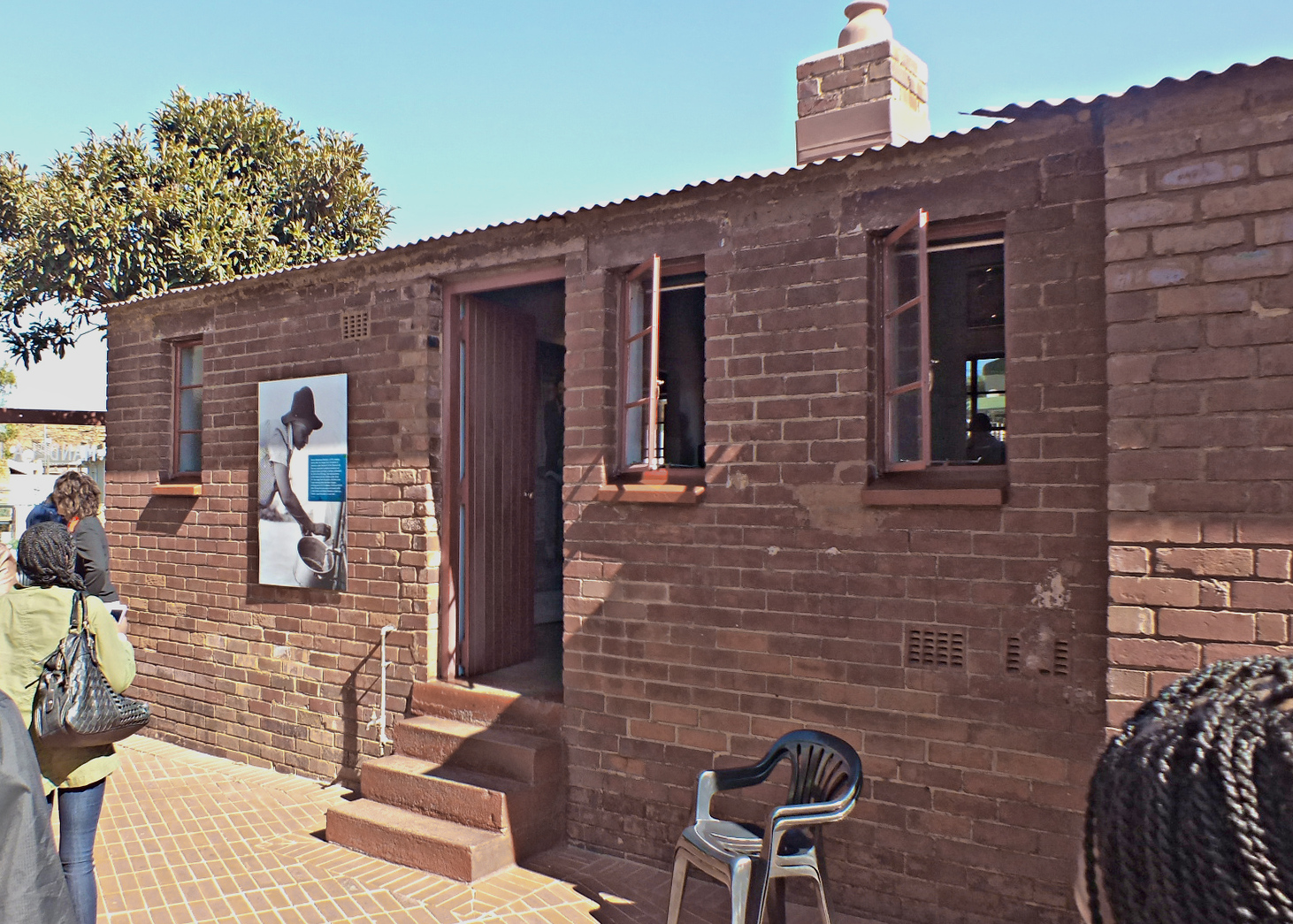
在約翰內斯堡索韦托黑人居住區的曼德拉故居

當西苏卢夫婦搬到更大的房子後，他們將舊房子送給薩姆。伊芙琳和薩姆持續拜訪西苏卢夫婦在奧蘭多西部7372號的新房子，並遇到他們的房客兼金山大學法律系學生納爾遜·曼德拉。曼德拉在當時稱梅斯是「一個安靜、漂亮的鄉下姑娘」。她之後告知法蒂玛·米尔說：「我覺得我對他一見鍾情」，他們在幾天後開始談戀愛，並在幾個月內曼德拉便向梅斯求婚，這讓她哥哥和西苏卢夫婦十分高興。1944年10月5日，他們在约翰内斯堡的地方專員法院登記，而婚禮上沒有傳統的科薩元素之餘，他們也付不起婚宴。
這對新婚夫婦非常貧窮。梅斯做護士一個月賺18鎊，曼德拉則去做兼職。兩人搬去伊芙琳姐妹凱特（Kate）房子的其中一間房間，並和她在城深礦（City Deep Mines）做文書的老公姆古拉瓦（Mgudlwa）和兩個子女住在一起。他們雖然沒有給房租，但有分享身上的錢。梅斯後來聲稱兩人早年的關係十分美好，並評論道：「我們認識的每一個人都說咱倆是天生一對。」
梅斯後來懷孕，並於1946年2月23日在伯特倫療養院（Bertram's Nursing Home）生下兒子滕貝基莱。這對夫婦需要更大的空間，所以搬去在奧蘭多東部719號一座兩居室的房子，之後於1947年初左右搬回去奧蘭多西部8115號，月付17先令6便士的租金。這所住處設施十分簡陋，只有水泥地板、鐵皮屋頂和座便器，位於後來被稱為索韦托的黑人居住區。曼德拉的母親諾塞凱尼（Nosekeni）和姐妹丽比叶（Leabie）搬來跟他們住在一起，而諾塞凱尼跟伊芙琳相處十分融洽。
梅斯於1947年生下女兒玛卡齐韦（Makaziwe）。玛卡齐韦身體十分不好，在9個月後夭折，梅斯後來發現她死於腦膜炎。兩人第三個孩子玛加托·勒瓦尼卡生於1950年8月。
1953年，梅斯決定提升護理證書讓她可以成為接生員，並在德班英國國王愛德華七世醫院（King Edward VII Hospital）進行註冊，她為此要離開家幾個月，在那段時間曼德拉的母親和姐妹負責照顧兩人的兒女。曼德拉至少有去德班探訪她一次，並住在法蒂玛和伊斯梅爾·米尔（Ismail Meer）的家中。法蒂玛之後回想起梅斯是「一個純樸的人、一個好人、友善、非常擅長交際。非常容易了解和非常隨和」。梅斯於1953年晚旬回到約翰尼斯堡時懷孕，之後生下第二個女兒，而曼德拉為了懷念他們第一個女兒將其同樣命名為玛卡齐韦。女兒的出生再次證明了梅斯在婚姻過程中對英國聖公會的信仰逐漸減少。她給這新生嬰兒第二個名字普烏瑪（Phulma，意為「上帝安置她的靈魂」）。

### 婚姻產生縫隙
1950年代早期，曼德拉對政治活動的興致越來越高，並形成非洲民族主義者意識形態和參與被禁的非洲民族議會。他在1995年出版的自傳中指控梅斯想要他放棄這種激進主義，導致兩人經常對他的政治行為爭吵不休。麗比葉也指出梅斯「不想聽到任何有關政治的東西」，但梅斯並非完全政治冷感，她與艾伯蒂娜出席非洲民族議會婦女聯盟的會議，並在許多的活動中身穿非洲民族議會的顏色（綠、黑和黃），甚至參加護理工會。
當曼德拉的政治色彩越來越濃厚時，梅斯改信耶和華見證人並向公眾出版雜誌《守望台》，還讓兩個兒子在他們家附近的黑人居住區分發雜誌。曼德拉之後指出梅斯力勸他改信，這讓他十分困惑，並回憶雖然他「認為守望台系統的某些方面既有趣又值得，但我不能也無法跟她有相同的忠誠。其中有個過分的要素讓我拒絕，據我所知，她的信仰教導面對壓迫時要順從和恭謹，這一點讓我無法接受」。曼德拉還聲稱他倆因分別嘗試將見解分享給子女而產生爭執：曼德拉鼓勵他們接受非洲民族主義的主張，而梅斯要求他們信奉耶和華見證人。
曼德拉在自傳中聲稱自己要常在深夜參加政治會議，導致梅斯指責他有婚外情。他暗示這些指控都並非真實，而這段記述是在其27歲出獄後不久寫下，之後又要參選南非總統，所以可能是避免去損害他英勇的聲譽。後來傳記作家用進一步的證據來表明梅斯指控通姦值得考究。曼德拉向同行的活動家馬克·馬哈拉伊坦承在1950年代期間曾過著「極度道德敗壞的生活」，包括大衛·詹姆斯·史密斯（David James Smith）和馬丁·梅雷迪思在內的傳記作家認為曼德拉娶梅斯時就與秘書露絲·莫帕蒂（Ruth Mompati）和非洲民族議會活動家莉蓮·恩戈伊發生不倫戀。梅斯有次警告曼德拉如果再把莫帕蒂帶回家中，就把熱水倒在她身上。曼德拉身邊有傳言稱莫帕蒂為他生下一子。史密斯相信莫帕蒂於1955年4月生下的蒙帕蒂·尼歐·馬蘇歐雷（Mompati Neo Matsuone）是曼德拉的兒子。梅斯把不倫戀告訴沃尔特·西苏卢，這個舉動激怒了曼德拉，原因是他不想別人知道自己不忠。史密斯認為諾塞凱尼回到川斯凱是因為她反對兒子的行為。麗比葉則懷疑婚姻被「烏布提」（ubuthi，意為「巫術」）破壞。
根據曼德拉的自傳，梅斯於1955年給他下了最後通牒：他要麼放棄政治激進主義，要麼她會離開。最後他選擇了後者。西苏卢夫婦為此感到難過，沃尔特嘗試跟曼德拉溝通，卻激怒了他。根據自傳，警察於1956年12月逮捕曼德拉，並將其囚禁了兩個星期，之後才允許保釋。他回到家後，發現梅斯已經帶著孩子離開。曼德拉在當時說梅斯暫時搬去跟哥哥住。史密斯仔細調查這件事情的報導，注意到發生的時間順序與其他來源不符，據他所言「（曼德拉出獄後去尋找已離開的妻子）這一幕從未發生」。

### 離婚
紀錄表明是梅斯首次提出離婚。她於1956年5月向原住民地方法院提出索賠報告的具體資訊，並表示選擇離婚是因為曼德拉一再毆打她。梅斯在報告中沒有指控丈夫通姦，反而聲稱曼德拉於1955年2月拋棄她，並接著在同年7月、8月和10月對自己實施家暴，之後又於1956年2月因她拒絕離開家再次打她。梅斯補充道曼德拉曾於1956年3月威脅她如果再不離開家，他就會用斧頭砍死她，並表示自己隨後投靠鄰居，之後搬去跟哥哥一起住。梅斯的家暴指控從未在法庭上接受審理。史密斯後來指出「非常有可能是伊芙琳出於惡意報復而想像了整個毆打故事，但事實上她在離婚文件之外有稍微影射它們，而鄰居的參與有至少讓她的報告增添少許信任度」。梅斯向曼德拉的索賠要求中包括孩子的監護權、分居和每個月50英鎊贍養費。
1956年8月，曼德拉遞交申訴書來回應梅斯的報告，當中否認了家暴指控，並告訴朋友和非洲民族議會活動家艾哈邁德·卡特拉達自己唯一一次對妻子使用武力是她用劍葉蘭來威脅他，所以得讓她交出「武器」。曼德拉在1956年的訴狀中並無要求女兒的撫養權，但有爭取兩個兒子的，表示他們跟他住在一起境況會更好，因為兩人學校只離家150碼，相反薩姆·梅斯的家卻遠距兩英里，還表示由於他母親與自己同住，所以比起全職工作的梅斯能夠更好地照顧兒子，更聲稱小孩住在薩姆·梅斯的房子與伊芙琳、薩姆兩夫婦和他們的4個小孩擠在一起，這種人滿為患的情況讓他們當時看起來既骯髒又疏於照顧。
梅斯和曼德拉分居，但前者還視自己為已婚。曼德拉在聽證會前獲得兒子的監護權，梅斯只能探視。1956年11月，梅斯出於不明原因撤回離婚申請。史密斯認為梅斯希望和丈夫和解，而曼德拉想要避免離婚聽證公開會損害他在非洲民族議會的地位。接下來的幾個月裏，他們的孩子往返兩家。曼德拉後來承認孩子因這次分居受到心理創傷。
曼德拉遇到溫妮·馬迪基澤拉，在跟她談戀愛後向梅斯提出離婚，而梅斯沒有反對。他們於1958年3月18日正式離婚。梅斯獲得全部小孩的監護權，曼德拉同意一次性付她50英鎊，之後每個月15英鎊的贍養費。梅斯從奧蘭多的家帶走許多家具，而烏塔塔地皮的地契則歸於曼德拉。曼德拉在自傳中指出首任妻子「是非常好的女人，迷人、堅定且忠誠，以及是個好母親。我從來對她相敬如賓，但最後（還是）無法讓這段婚姻從一而終」。他曾共患難的好朋友馬哈拉伊（Maharaj）表示曼德拉在離婚後每每談到梅斯都充滿敬意。無獨有偶，梅斯告訴法蒂玛·米尔，曼德拉曾是「出色的丈夫和父親」。

## 離婚後

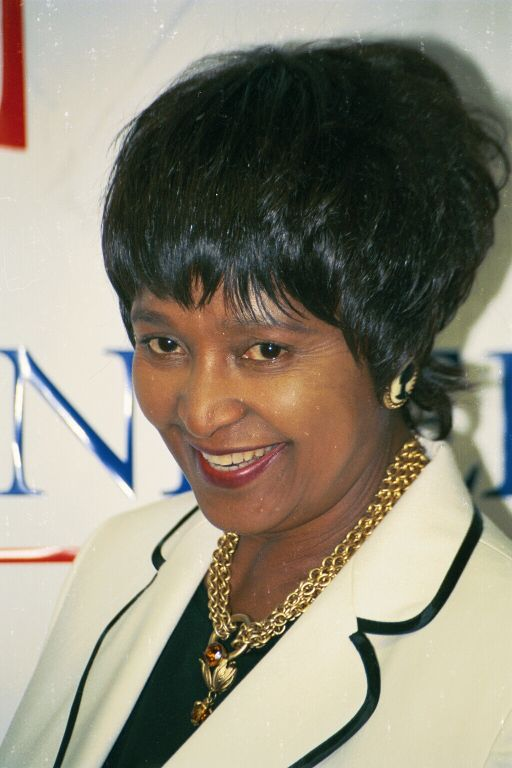
納爾遜·曼德拉的第二任妻子溫妮（圖）表示雖然有傳言指出她和梅斯之間有隔閡，但其實兩人關係很融洽。

伊芙琳帶著小孩搬到東開普省科菲姆法巴後開了家雜貨店，這是靠當地政客和曼德拉的親戚凱澤·馬坦齊馬的協助才從白人老闆手中買下。梅斯受到她宗教價值觀念的影響，會用嚴厲的管理方式來教養小孩，例如禁止他們看電影。曼德拉於1962年8月被拘捕後關押在約翰尼斯堡監獄，梅斯去探訪他，但遭到拒絕。梅斯兒子滕貝基莱成為私酒販，開了家非法地下酒吧。梅斯雖然反對，但還是收下酒吧賺來的錢來供玛加托和玛卡齐韦在史瓦帝尼上學。由於受種族隔離的限制，梅斯無法去孩子上學的地方。1969年1月，滕貝基莱從德爾班回來的路上死於車禍，得年24歲。曼德拉在監獄裏寫信試圖安慰梅斯，這也是梅斯和曼德拉離婚以來首次聯繫。
溫妮·曼德拉後來聲稱雖然有傳言指出兩人不和，實則兩人關係卻非常融洽，並表示曾想鼓勵孩子們要和梅斯保持良好的關係，更告訴澤納尼和津齊斯瓦應該叫曼德拉的前妻為「伊芙琳媽媽」。梅斯的部分家庭成員相信溫妮有妨礙他們獲得曼德拉安排的經濟支持。另外，雖然曼德拉相識溫妮前就與梅斯分居，但有些人依舊怪責她是破壞曼德拉初婚的人。在後來的幾十年，梅斯和溫妮的家人之間仍保有敵意。前者覺得他們被拋棄之餘，更在有關曼德拉生平的公開故事中被抹去；後者則認為梅斯的孩子有時為自身財務和政治發展會利用曼德拉的名字。梅斯的兒女對曼德拉也充滿怨恨。
當越來越多人猜測曼德拉將於1990年出獄時，梅斯在大門前釘上告示謝絕媒體採訪。記者弗雷德·布里奇蘭設法取得採訪資格，梅斯對曼德拉有望被釋放的方式感到氣憤，認為就跟耶穌再臨沒什麼兩樣，並稱「一個犯下通姦和拋妻棄子的男人怎能成為救世主？全世界太過崇拜納爾遜。他只不過是個男人而已」。曼德拉在1994年大選成為南非首位黑人總統後，梅斯再與記者交涉，指出當她挨家挨戶傳播耶和華見證人信念時，常常看到曼德拉的照片掛在人們的牆壁上。她表示曼德拉的「力量來自上帝」，以及「上帝儘管明白人們並非正直，但還是讓他們各司其職」。
1998年，梅斯嫁給同為耶和華見證人的退休索維托商人西門·拉基皮尔（Simon Rakeepile）。拉基皮尔堅持要她冠夫姓，可能是不想活在著名曼德拉姓氏的陰影下。後來的幾年，梅斯在耶和華見證人組織中擔任先鋒，需要對宗教作出更大的奉獻。梅斯因患上呼吸系统疾病而死於2004年4月30日，尚存家庭成員為玛卡齐韦、玛加托和第二任丈夫，並葬在西園公墓。曼德拉與溫妮·馬迪基澤拉和第三任妻子格拉薩·馬謝爾共同出席葬禮。2009年3月，索維托遺產基金會（Soweto Heritage Trust）開放曼德拉和梅斯在黑人居住區的房子作觀光景點，並命名曼德拉故居。

### 腳註
1. ↑  Mandela 1994，第144頁; McGregor 2004.
2. 1 2  Mandela 1994，第144頁; Smith 2010，第59頁; Meredith 2010，第47頁.
3. 1 2 3 4 5 6  Smith 2010，第59頁.
4. ↑  Mandela 1994，第144頁; McGregor 2004; Meredith 2010，第47頁.
5. 1 2 3  Smith 2010，第58頁.
6. 1 2 3 4  McGregor 2004.
7. ↑  Smith 2010，第58-59頁.
8. ↑  Smith 2010，第56頁.
9. 1 2 3  Mandela 1994，第144頁.
10. ↑  Mandela 1994，第144頁; Lodge 2006，第24頁; Smith 2010，第59頁; Sampson 2011，第36頁.
11. ↑  Meredith 2010，第47頁.
12. 1 2  Sampson 2011，第36頁.
13. ↑  Mandela 1994，第144頁; Smith 2010，第59頁; Meredith 2010，第47頁; Sampson 2011，第36頁.
14. ↑  Mandela 1994，第144頁; Smith 2010，第59頁; Meredith 2010，第47-48頁; Sampson 2011，第36頁.
15. 1 2 3  Smith 2010，第60頁.
16. ↑  Smith 2010，第60頁; Meredith 2010，第48頁; Sampson 2011，第36頁.
17. ↑  Lodge 2006，第25頁; Sampson 2011，第36頁.
18. ↑  Mandela 1994，第149頁; Smith 2010，第61頁.
19. ↑  Mandela 1994，第149頁; Smith 2010，第60頁; Meredith 2010，第48頁; Sampson 2011，第36頁.
20. ↑  Mandela 1994，第148, 149頁; Smith 2010，第60頁; Meredith 2010，第48頁; Sampson 2011，第36頁.
21. ↑  Mandela 1994，第149頁; Meredith 2010，第48頁.
22. ↑  Smith 2010，第59-60頁.
23. ↑  Smith 2010，第67頁; Meredith 2010，第48頁; Sampson 2011，第36–37頁.
24. ↑  Mandela 1994，第152頁; Smith 2010，第63頁; Meredith 2010，第48頁.
25. ↑  Smith 2010，第63頁.
26. ↑  Mandela 1994，第170頁; Smith 2010，第94頁.
27. ↑  Mandela 1994，第293頁; Smith 2010，第94頁; Meredith 2010，第103頁.
28. ↑  Mandela 1994，第293頁; Meredith 2010，第103頁.
29. ↑  Mandela 1994，第293頁.
30. ↑  Smith 2010，第94-95頁.
31. 1 2 3  Smith 2010，第95頁.
32. ↑  Mandela 1994，第193頁; Smith 2010，第95頁; Meredith 2010，第104頁.
33. 1 2 3  Smith 2010，第98頁.
34. ↑  Sampson 2011，第37頁.
35. 1 2  Mandela 1994，第294頁.
36. ↑  Smith 2010，第67頁.
37. ↑  Lodge 2006，第25頁; Smith 2010，第67-68頁.
38. ↑  Mandela 1994，第293頁; McGregor 2004; Smith 2010，第99頁; Meredith 2010，第104-105頁.
39. ↑  Mandela 1994，第295頁; McGregor 2004; Meredith 2010，第105頁.
40. ↑  Mandela 1994，第293頁; Smith 2010，第99頁; Meredith 2010，第105頁.
41. ↑  Mandela 1994，第294頁; Smith 2010，第99頁.
42. ↑  Mandela 1994，第295–296頁; Smith 2010，第99頁.
43. 1 2  Smith 2010，第99頁.
44. 1 2  Smith 2010，第97頁.
45. ↑  Smith 2010，第98頁; Meredith 2010，第103-104頁.
46. ↑  Smith 2010，第98頁; Meredith 2010，第104頁.
47. ↑  Smith 2010，第105-106頁.
48. ↑  Smith 2010，第106頁.
49. ↑  Mandela 1994，第296頁; McGregor 2004; Smith 2010，第99頁; Meredith 2010，第144頁.
50. ↑  Mandela 1994，第296頁; Meredith 2010，第143頁.
51. ↑  Mandela 1994，第296頁; Smith 2010，第99–100頁; Meredith 2010，第143頁.
52. 1 2  Mandela 1994，第297頁.
53. 1 2 3 4 5 6  Smith 2010，第100頁.
54. ↑  Smith 2010，第100-101頁.
55. 1 2 3 4 5  Smith 2010，第101頁.
56. ↑  Smith 2010，第105頁.
57. 1 2 3 4  Smith 2010，第102頁.
58. ↑  Smith 2010，第101-102頁.
59. 1 2 3  Smith 2010，第103頁.
60. ↑  Mandela 1994，第297頁; Smith 2010，第103頁.
61. ↑  Mandela 1994，第308頁; Smith 2010，第103頁.
62. 1 2 3 4 5  Smith 2010，第104頁.
63. ↑  McGregor 2004; Smith 2010，第59頁; Meredith 2010，第334頁.
64. ↑  Meredith 2010，第334頁.
65. ↑  Smith 2010，第159頁.
66. 1 2 3  Smith 2010，第152頁.
67. ↑  McGregor 2004; Smith 2010，第152頁.
68. ↑  Smith 2010，第152-153頁.
69. ↑  Smith 2010，第148-149頁.
70. ↑  Smith 2010，第148頁.
71. 1 2 3  Smith 2010，第57頁.
72. ↑  BBC News 2013.
73. ↑  McGregor 2004; Smith 2010，第108頁.
74. 1 2  Smith 2010，第108頁.
75. 1 2  China Daily 2004; IOL 2004.
76. 1 2  China Daily 2004.

### 文獻
- BBC News. . BBC News. 2013-12-06  [2020-05-13]. （原始内容存档于2020-04-03）.
- China Daily. . China Daily. 2004-05-09  [2020-01-29]. （原始内容存档于2020-08-24）.
- IOL. . IOL. 2004-05-08  [2020-01-29]. （原始内容存档于25 February 2013）.
- Lodge, Tom. . Oxford: Oxford University Press. 2006. ISBN 978-0-19-921935-3.
- Mandela, Nelson. . Little, Brown and Company. 1994. ISBN 978-0754087236.
- Meredith, Martin. . New York: PublicAffairs. 2010. ISBN 978-1586488321.
- McGregor, Liz. . The Guardian. 2004-05-05  [2020-01-29]. （原始内容存档于2020-10-29）.
- Sampson, Anthony. . London: HarperCollins. 2011 [1999]. ISBN 978-0007437979.
- Smith, David James. . London: Weidenfeld & Nicolson. 2010. ISBN 978-0297855248.